# ヴァレンタイン (ギルティギア)
ヴァレンタイン(Valentine)は、2D対戦型格闘ゲームGUILTY GEARシリーズに登場する架空の人物。声優は沢口千恵。

## 概要
- 初出は『GUILTY GEAR 2 OVERTURE』で、風船の下僕「ルシフェロ」と共に行動している謎の少女。
- 容姿はソル＝バッドガイの恋人だった女性「アリア」と酷似しており、その人物との関連性を示唆されている。
- 普段の姿は黒服を着た赤毛のショートヘアの少女だが、最終戦では異形の姿になる。
  - 「バックヤード」での現実改変を行おうとする侵略者から送られた刺客の一人であり、感情を持たない。しかし、ソル一行からの妨害を受け続けた果てに、バックヤード内でソル一行にいらつきを覚えギアの姿に変化。最終任務を阻止されると怒りの感情のままに激高し、巨大戦艦の様な異形の姿へと暴走する。しかしソルとの最終決戦の果てに敗北した。
- 同じ「ヴァレンタイン」名前を冠した物が多数存在する。また『Xrd』から登場するラムレザルおよびその妹のエルフェルトもヴァレンタインシリーズと分類されており、彼女らとの関連性も示唆される[注釈 1]。

## サーヴァント
サーヴァントは「ヴィズエル」と呼ばれる生物で、総じて醜悪な外見を持ち、下級サーヴァントは知性の低さを感じさせ、上級サーヴァントも歪んだ性格の持ち主が揃っている。全サーヴァントの名前の由来は西洋菓子。
ストーリーモードでのみ、対戦では使用できないゴシック風の服装にガスマスクをかぶった人型の女性サーヴァントを使用してきて、近接兵、装甲兵、機動兵の3種類がいる。
レイヴンもほとんど同じサーヴァントを使う。
キャンディ
下級近接兵。コストは3体で195。
ボロボロの西洋人形が大型の鋏を持ったような外見。召喚コストは低めで、基本性能も平均的だが、移動速度は早め。ゴーストやキャプチャから得られる回復量を高くするスキル、攻撃した相手に継続ダメージの毒を与えるスキルによって、有利状況や長期戦になるほどコスト以上の性能を発揮する。一方で敵軍ゴースト下や、キャプチャの援護もないような敵陣の真っただ中では能力を存分に発揮できずにすぐに撃破されてしまう。序盤から終盤まで幅広く使える性能を持っている。
ガトースキン
下級射撃兵。コストは1体で90。
フードをかぶった魔術師が白骨化したような外見。対戦開始時から召喚可能で、解除に必要なコストもない為、下級近接兵しかフィールド内にいない最序盤では運用次第では非常に有利に働く。一方、序盤から召喚するのにはコストが高めで、耐久力も低い為、孤立させるとすぐに撃破されてしまい、コスト相応の働きすらできなくなってしまう。ダウン値が非常に低く、少し攻撃を受けてしまうだけですぐにダウンするが、起き上がりの際にダメージの大きなガード不能攻撃をしてくる。射撃兵の攻撃はマスターに対して倍率補正がつくため1コンボで倒しきらないと非常に脅威。
ストーリーモード限定で射撃攻撃の代わりにガード不能の爆弾を投げてくる個体も登場する。
Pブラマンジュ
下級法力兵。召喚コストは1体130。
シルクハットにカラスの仮面をかぶって大きなランタンを持った姿が特徴的。ヴァレンタインの苦手とする装甲兵に対し、非常に有効となる兵種。法力兵の中ではコストは低めだが、それ相応に撃破されやすいので、孤立させるとたちまち撃破されてしまう。相手を鈍足化させるスキルが非常に強力で、マスターにかかると殆どのコンボが成立しなくなってしまうほど。
シャルロット
上級装甲兵。召喚コストは1体350。
上級装甲兵の中で最も低いコストを持っている為、性能は低めだが、倒されてもすぐに再召喚しやすい。範囲攻撃に優れており、相手に攻撃を与えると自動で回復する為、乱戦になる程真価を発揮する。
ミルフィーユ
上級機動兵。召喚コストは440。
ヴァレンタインの主力となる上級サーヴァント。高コストだが非常に高い性能を有しており、何もない場所でもミニオンを3体同時に召喚し、更に敵味方問わず亡骸を媒介に強力なミニオンを次々と召喚していく為に、否応なしに乱戦を作っていき、数的有利をとってくるサーヴァント。ミルフィーユ自身も攻撃性能は高く、耐久力も非常に高い為、乱戦になればなるほど驚異的な存在になっていく。
エクレア
上級射撃兵。召喚コストは1体280。
進軍先のゴーストを遠くから攻撃することが特徴のサーヴァント。低コスト相応に、そこまで能力は高くなく、MANAに余裕があり、サーヴァントの枠に余りがあるときに出す程度。射撃兵なので、マスターに対して攻撃力が高いので、パーソナルスロットに格納しておいて、マスターと対峙した時に再召喚して手数を増やすという手段も選択肢の一つ。
Missティラミス
上級法力兵。召喚コストは1体380。
一定時間攻撃が一切できなくなるスキルが非常に脅威。攻撃範囲が広く、複数の敵を巻き込む法撃弾を高い頻度で発射する為、対装甲兵や乱戦で特に強い。コストが高めで耐久力が低い為、特に射撃兵が多くいる場所に放り込むとすぐに倒されてしまい、悪条件ではコスト相応の働きをさせることは難しい。
ブラウニー
ヴァレンタイン専用のミニオン。装甲兵。
棺桶に剣がささった外見で、一度の召喚で2体出る。自分から攻撃などをすることはなく、ヴァレンタインについていくだけ。攻撃を受けると棺桶の蓋を飛ばして反撃してくる。しかし、ダウンをするほどの攻撃の場合は、反撃を行わなない。
チェリー
ミルフィーユが召喚するミニオン。機動兵。
何もないところでも3体同時に召喚する。個々の能力は低いが、数的有利を取ることに非常に有用。
チェリーハチェット
ミルフィーユが召喚するミニオン。機動兵。
付近にいる亡骸を媒介に召喚する。チェリーと比較して非常に能力が高く、下級サーヴァント並の性能を持つ。敵をスタンさせるスキルも併せもっている為、足止め役としても非常に有能。他のミニオン同様ディスペルで消されてしまうことが数少ない弱点。

## ルシフェロ
初出は『GG2』。高次元世界「バックヤード」で誕生した謎の生物。『GG2』ではヴァレンタインの従者として、行動を共にしていた。
基本的な形は風船であるが、ヴァレンタインの攻撃の際にはバズーカのような銃器へと変化する事もあった。移動手段としても優秀で、方法はルシフェロが一瞬だけ巨大化した後に、ヴァレンタインを口に飲みこみ、同時にルシフェロも消失するという形のもの。
『GG2』の対戦モードでヴァレンタインを（本気か冗談かは不明）口説いているあたり、女好きな面もある。
妄想的な独り言もあり、コミカルなキャラクターに仕上がっている。
『GG2』終盤にて消滅したと思われていたが、『GGXrd』のラムレザル＝ヴァレンタインが所有している事がわかった。事実上、体が二分割されており、合体すると真のルシフェロとなる。ルシフェロは「合体」のところを妙に強調している。ラムレザルに対しては「お前、前任者とは雰囲気違うよな」と話している。